# Zwei Millionen suchen einen Vater
Zwei Millionen suchen einen Vater ist ein deutscher Fernsehfilm aus dem Jahr 2006.

## Handlung
Die Handlung des Films spielt hauptsächlich auf Usedom.
Nach dem Tod ihrer besten Freundin Franziska Ehlers kümmert sich Gabriela Wegner um deren Tochter Theresa sowie um deren Hotel Seeschlösschen. Zu Theresas achtem Geburtstag taucht ganz unerwartet das Ehepaar Dossenbach im Hotel auf. Bei dem darauffolgenden Besuch von Frau Wollin vom Jugendamt stellt sich heraus, dass Siegfried Dossenbach der Bruder von Franziskas Mutter und damit Theresas Großonkel ist.
Franziska Ehlers hat vor ihrem Tod ihre Freundin Gabriela stets darum gebeten, sich dann um alles zu kümmern. Da sie aber testamentarisch nichts hinterlassen hat, sind die nächsten Verwandten und damit die Dossenbachs erbberechtigt, da Theresas Vater unbekannt ist.
Gabriela ist damit überhaupt nicht glücklich und so sucht sie, nachdem Frau Wollin wieder gegangen ist, in den Hinterlassenschaften ihrer Freundin Franziska nach Theresas Vater. Da sie nichts findet, beschließt sie zusammen mit ihrer Hotelkollegin Edda eine Anzeige aufzugeben. Diese Anzeige trägt den Filmtitel Zwei Millionen suchen einen Vater. Dabei erinnern sich Gabriela und Edda genau daran, wo Franziska den Vater von Theresa kennen gelernt haben muss.
Währenddessen geht Siegfried Dossenbach ins Rathaus und erklärt dem Bürgermeister, dass er mit dem Eigentümer des Seeschlösschens verwandt ist. Gleichzeitig eröffnet er dem Bürgermeister, dass er in das Hotel investieren möchte. Er hat große Pläne mit dem Hotel, er möchte es in ein Luxushotel umbauen. Also stellt er einen Antrag auf Genehmigung.
Mehrere Männer melden sich prompt auf die Anzeige Zwei Millionen suchen einen Vater, die mit Fotos von Franziska geprüft werden, darunter auch Tommy Behrens. Als dieser ankommt, springt Theresa von der Eingangstreppe und verletzt sich das Bein. Sogleich kümmert er sich um Theresa und lässt ihr Pflaster und Eis besorgen. Auch er wird nach Franziska gefragt und kann sich an alles erinnern: Name, wie sie damals aussah und genau, wie sie sich kennen lernten. Als er um einen Vaterschaftstest gebeten wird, willigt er ein. Daraufhin geht er zum Arzt, um Blut abnehmen zu lassen. Theresa und Gabriele kommen später nach, um ebenfalls Blut abnehmen zu lassen. Anschließend quartiert sich Tommy im Hotel Seeschlösschen ein.
Nachdem Theresa wieder im Hotel ist, wird sie von den Dossenbachs abgeholt, die mit ihr shoppen gehen und der Kleinen ein neues Kleid kaufen. Anschließend gehen sie mit ihr Hummer essen, der Theresa aber nicht schmeckt. Darüber hinaus versprechen die beiden ihrer Großnichte noch viel mehr tolle Dinge, wie etwa eine Ballonfahrt.
Als Theresa wieder zu Hause ist, erzählt sie Tommy alles und erklärt ihm, dass der Hummer das Ekligste war, was sie jemals gegessen hat, und sie viel lieber Nudeln mit Käse und Eiscreme isst. Wieder reagiert Tommy liebevoll. Als die Dossenbachs sie am nächsten Tag mit auf die Ballonfahrt nehmen, wird Theresa übel und Tommy beugt der Übelkeit vor, indem er ihr eine Hühnerbrühe kocht. Am darauffolgenden Tag führt Theresa Tommy zu einem Seeotter-Teich in der Nähe, der ihr Lieblingsplatz ist und zum Hotelgrundstück gehört. Dieser Seeotter-Teich trägt den Namen „Herborner Höft“. Tommy gefallen die Otter.
Während alle auf das Ergebnis des Vaterschaftstests warten, gewinnt Tommy Theresa lieb, hilft ihr beim Mathelernen, und darüber hinaus merken Tommy und Gabriela, dass sie sich lieben. Aber auch die Dossenbachs ahnen, dass Tommy nicht zufällig da ist, und kommen zu dem Schluss, dass er der Vater ihrer Großnichte ist und ein Vaterschaftstest gemacht wurde. Daher nehmen sie ihn für einen kleinen Ausflug mit und als sie ihn beim Hotel wieder absetzen, steckt Amelie Dossenbach ihm heimlich einen Scheck im Wert von 20000 € zu.
Die Arzthelferin ruft an und teilt mit, dass der Vaterschaftstest ein negatives Ergebnis aufweise, Tommy kann somit nicht der Vater sein. Dann kommt auch noch Frau Wollin hinzu, damit alles geklärt werden soll. Gabriela erfährt von dem negativen Testergebnis und dem Scheck und ekelt Tommy hinaus. Dieser fährt zurück nach Berlin.
Daraufhin schlachtet Theresa ihr Sparschwein und reist mit dem Zug nach Berlin zum Brandenburger Tor, wo Tommy im „Adlon“ arbeitet. Zu Hause sucht Gabriele überall nach ihr, gerade als Frau Wollin auftaucht, und kann sie nicht finden. Nachdem Gabriela das zerbrochene Sparschwein entdeckt und einen Anruf von Tommy erhalten hat, fährt sie nach Berlin, wo sie in der Hotelküche auf Tommy und Theresa trifft und diese erleichtert in die Arme schließt.
Gabriela macht Tommy Vorwürfe, der jedoch erklärt, dass ihm der Scheck über 20000 € nur zugesteckt worden ist, und er den Vaterschaftstest wiederholen möchte. Doch Gabriela nimmt Theresa wortlos mit und fährt zurück nach Usedom, wo sie noch rechtzeitig bei Frau Wollin im Jugendamt ankommen. Diese kann jedoch auch nichts mehr tun; vielmehr ist sie inzwischen zu der Überzeugung gelangt, dem Jugendamt die Dossenbachs für die Vormundschaft für Theresa zu empfehlen, da diese ihr eine gute Zukunft ermöglichen können. Nun ist Gabriele in einem Gefühlschaos, da sie alles zu verlieren scheint: Theresa, ihre große Liebe Tommy, und auch das Hotel. Gerade als sie sich dazu durchringt, Tommy anzurufen um sich bei ihm zu entschuldigen, steht dieser plötzlich vor der Tür.
Es stellt sich heraus, dass die Dossenbachs eine Abbaugenehmigung besorgen wollen, um nach Kies zu baggern, das unter dem Höft liegt. Dies ist jedoch der Lebensraum der geschützten Seeotter und Franziska wollte diesen zu ihren Lebzeiten unter Naturschutz stellen. Daraufhin starten Gabriele, Tommy, Edda und Theresa eine große Aktion, um den Bürgern und dem Bürgermeister zu zeigen, was die Dossenbachs da zerstören wollten. Nachdem Siegfried Dossenbach auf diese Weise enttarnt wurde, kündigt ihm der Bürgermeister sämtliche Bauverträge, die damit zu tun haben. So findet die Geschichte noch ihr Happy End. Als Tommy, Theresa und Edda frühstücken, kommt die Arzthelferin vorbei und muss gestehen, dass bei der ersten Durchführung des Tests die Proben vertauscht wurden, aber beim zweiten Mal richtig getestet wurde. Dabei stellt sich nun heraus, dass Tommy doch Theresas Vater ist.

## Kritik
Tilmann P. Gangloff von Tittelbach.tv schrieb: Der Film „funktioniert nach bewährtem Muster: Ein Kind sorgt dafür, dass zwei einsame Herzen zueinander finden – und auch für die kleine Waise geht die Geschichte am Ende gut aus. Eine märchenhafte ARD-Freitags-Romanze der 00er Jahre. Was fürs Gemüt und vornehmlich für die Zielgruppe geeignet!“
Der Deutsche Filmdienst urteilte: „Konventionelle (Fernseh-)Familienkomödie in stets vorhersehbaren Gleisen.“